# 존 로러
존 로러(John Lawlor, 1941년 6월 5일 ~ 2025년 2월 13일)는 미국의 배우, 텔레비전 배우이다.
볼더에서 태어났다.

## 영화
- 브레이킹 배드 시즌4 (2011년) - 록스미스 역
- 할리우드의 건달들 (1981년)